# Tabuaço
Tabuaço és un municipi portuguès, situat al districte de Viseu, a la regió del Nord i a la Subregió del Douro. L'any 2001 tenia 6.785 habitants. Es divideix en 17 freguesies. Limita al nord amb Sabrosa, a l'est amb São João da Pesqueira, al sud-est amb Sernancelhe, al sud-oest amb Moimenta da Beira i a l'oest amb Armamar.

## Població
| Població del concelho de Tabuaço (1801 – 2004) | Població del concelho de Tabuaço (1801 – 2004) | Població del concelho de Tabuaço (1801 – 2004) | Població del concelho de Tabuaço (1801 – 2004) | Població del concelho de Tabuaço (1801 – 2004) | Població del concelho de Tabuaço (1801 – 2004) | Població del concelho de Tabuaço (1801 – 2004) | Població del concelho de Tabuaço (1801 – 2004) | Població del concelho de Tabuaço (1801 – 2004) |
| ---------------------------------------------- | ---------------------------------------------- | ---------------------------------------------- | ---------------------------------------------- | ---------------------------------------------- | ---------------------------------------------- | ---------------------------------------------- | ---------------------------------------------- | ---------------------------------------------- |
| 1801                                           | 1849                                           | 1900                                           | 1930                                           | 1960                                           | 1981                                           | 1991                                           | 2001                                           | 2004                                           |
| 874                                            | 3952                                           | 9517                                           | 9362                                           | 11640                                          | 8521                                           | 7901                                           | 6785                                           | 6501                                           |

## Freguesies
- Adorigo
- Arcos
- Barcos
- Chavães
- Desejosa
- Granja do Tedo
- Granjinha
- Longa
- Paradela
- Pereiro
- Pinheiros
- Santa Leocádia
- Sendim
- Tabuaço
- Távora
- Vale de Figueira
- Valença do Douro